# Jos Van Rickstal
Josephus Petrus Jacobus (Jos.) Van Rickstal (Berchem, 18 oktober 1901 – aldaar, 10 maart 1981) was een Belgisch klarinettist en dirigent.
Hij was zoon van treinwachter Petrus Jacobus Van Rickstal en Maria Rosalia Wijckmans. Zoon Pieter Van Rickstal was klassiek slagwerker.
Zijn opleiding kreeg van een andere klarinettist in Antwerpen, Edward Faes, die trouwens ook zijn weg wist op de viool. Hij ging spelen in de beroepsorkesten in en rond Antwerpen, maar begon ook al met lesgeven; in die tijd de muziekacademie van Hoboken (1942-1951). Hij ging qua spel eerst richting de klassieke kamermuziek, maar wendde zich stilaan tot de volksmuziek. Al vroeg kwam ook het dirigentschap naar voren met het leiding geven aan allerlei muziekkorpsen in Antwerpen en omgeving. Hij was een graag geziene leider bij "Het socialistische harmonieorkest De Werker", met wie hij ook De Internationale opnam, dat in 1951 op shellac-single verscheen.
Hij was niet alleen musicus, maar was ook actief op het gebied van besturen. Hij was enige tijd ondervoorzitter van de Belgische Kamer van Dirigenten en secretaris van de Vlaamse Federatie van Socialistische Muziekkorpsen en Zangkringen. Hij schreef tal van brochures en artikelen ter verbetering van de volksorkesten.
Van zijn hand is een beperkt aantal werken bekend: Serenade, ballade De Menestreel, de ouverture Dokema en Lied uit Holland.
Zijn jarenlange ervaring als docent klarinet aan het Antwerpse conservatorium leidde tot publicatie van een Handboek voor de klarinettist (1942), geschreven met collega Jules Remes.